# Novo Basquete Brasil de 2008–09
O Novo Basquete Brasil de 2008-09 foi uma competição de brasileira de basquete organizada pela Liga Nacional de Basquete. Foi a 1.ª edição do campeonato organizado pela LNB, com a chancela da Confederação Brasileira de Basketball, em substituição ao Campeonato Nacional de Basquete. Este torneio, é totalmente organizado pelos clubes participantes. O NBB serve como competição classificatória para torneios internacionais, como a Liga das Américas e a Liga Sul-Americana de Basquete.

## Regulamento
A forma de disputa na NBB segue um modelo semelhante adotado pela NBA (tendo inclusive adotado um nome cuja sigla é idêntica) e dos países da Europa. A competição começou no dia 28 de Janeiro de 2009 e terminou no dia 28 de junho de 2009 sendo disputada com 15 equipes participantes jogando entre si, em turno e returno na fase de classificação. Ao final dos dois turnos, as oito melhores equipes se classificam para a segunda fase, as oitavas-de-final em melhor de cinco partidas, avança para a próxima fase quem vencer três jogos.

## Participantes
| Equipe           | Cidade              | Estado | Ginásio                          | Capacidade |
| ---------------- | ------------------- | ------ | -------------------------------- | ---------- |
| Araraquara       | Araraquara          | SP     | Ginásio Gigantão                 | 3 700      |
| Assis            | Assis               | SP     | Ginásio Jairão                   | 5 000      |
| Bauru            | Bauru               | SP     | Ginásio Panela de Pressão        | 2 000      |
| Bira             | Lajeado             | RS     | Complexo Esportivo Univantes     | 4 000      |
| Cetaf-Vila Velha | Vila Velha          | ES     | Ginásio Tartarugão               | 3 500      |
| Flamengo         | Rio de Janeiro      | RJ     | HSBC Arena                       | 18 000     |
| Franca           | Franca              | SP     | Ginásio Pedrocão                 | 6 000      |
| Joinville BA     | Joinville           | SC     | Ginásio da Whirpool              | 4 000      |
| Limeira          | Limeira             | SP     | Ginásio Vô Lucato                | 1 800      |
| Lobos Brasília   | Brasília            | DF     | Ginásio Nilson Nelson            | 11 397     |
| Minas            | Belo Horizonte      | MG     | Arena Vivo                       | 4 000      |
| Paulistano       | São Paulo           | SP     | Ginásio Antônio Prado Junior     | 1 280      |
| Pinheiros        | São Paulo           | SP     | Poliesportivo Henrique Villaboim | 850        |
| Saldanha da Gama | Vitória             | ES     | Ginásio Wilson Freitas           | 1 000      |
| São José         | São José dos Campos | SP     | Ginásio Linneu de Moura          | 1 600      |

## Primeira fase

### Classificação
| Pos | Times            | %    | Pts | J  | V  | D  | PF   | PS   | PA   | Classificação ou rebaixamento  |
| --- | ---------------- | ---- | --- | -- | -- | -- | ---- | ---- | ---- | ------------------------------ |
| 1   | Flamengo         | 92,9 | 54  | 28 | 26 | 2  | 2616 | 2224 | 1,18 | Classificado para a Fase final |
| 2   | Lobos Brasília   | 78,6 | 50  | 28 | 22 | 6  | 2442 | 2208 | 1,11 | Classificado para a Fase final |
| 3   | Minas            | 75,0 | 49  | 28 | 21 | 7  | 2428 | 2212 | 1,10 | Classificado para a Fase final |
| 4   | Joinville BA     | 75,0 | 49  | 28 | 21 | 7  | 2320 | 2108 | 1,10 | Classificado para a Fase final |
| 5   | Limeira          | 64,3 | 46  | 28 | 18 | 10 | 2399 | 2307 | 1,04 | Classificado para a Fase final |
| 6   | Bauru            | 57,1 | 44  | 28 | 16 | 12 | 2288 | 2195 | 1,04 | Classificado para a Fase final |
| 7   | Franca           | 57,1 | 44  | 28 | 16 | 12 | 2271 | 2201 | 1,03 | Classificado para a Fase final |
| 8   | Pinheiros        | 57,1 | 44  | 28 | 16 | 12 | 2438 | 2336 | 1,04 | Classificado para a Fase final |
| 9   | Paulistano       | 39,3 | 39  | 28 | 11 | 17 | 2161 | 2308 | 0,94 |                                |
| 10  | Cetaf-Vila Velha | 35,7 | 38  | 28 | 10 | 18 | 2100 | 2211 | 0,95 |                                |
| 11  | Assis            | 35,7 | 38  | 28 | 10 | 18 | 2077 | 2239 | 0,93 |                                |
| 12  | Araraquara       | 28,6 | 36  | 28 | 8  | 20 | 2099 | 2261 | 0,93 |                                |
| 13  | São José         | 25,0 | 35  | 28 | 7  | 21 | 2164 | 2313 | 0,94 |                                |
| 14  | Saldanha da Gama | 14,3 | 32  | 28 | 4  | 24 | 2037 | 2425 | 0,84 |                                |
| 15  | Bira             | 14,3 | 32  | 28 | 4  | 24 | 2047 | 2339 | 0,88 |                                |

### Confrontos
Para ler a tabela, a linha horizontal representa os jogos da equipe como mandante. A coluna vertical indica os jogos da equipe como visitante.
|                  | ARA    | ASS   | BAU    | LAJ    | BRA    | CET    | FLA     | FRA   | JOI    | LIM    | MIN   | PAU    | PIN    | SAL    | SJO   |
| Araraquara       |        | 72-59 | 64-70  | 61-66  | 77-64  | 97-91  | 69-76   | 82-87 | 76-78  | 90-85  | 78-81 | 77-82  | 75-84  | 77-63  | 72-71 |
| Assis            | 81-79  |       | 78-77  | 94-87  | 80-86  | 63-68  | 88-106  | 83-80 | 76-87  | 63-75  | 74-79 | 68-73  | 87-77  | 93-73  | 63-60 |
| Bauru            | 72-80  | 88-68 |        | 73-63  | 100-97 | 77-74  | 91-98   | 92-74 | 89-86  | 89-77  | 78-84 | 88-72  | 88-82  | 92-76  | 86-58 |
| Bira/Lajeado     | 75-80  | 72-83 | 72-80  |        | 67-94  | 84-93  | 73-90   | 82-89 | 63-72  | 82-87  | 70-84 | 90-72  | 86-85  | 77-80  | 83-76 |
| Brasília         | 94-85  | 88-75 | 76-65  | 85-64  |        | 103-78 | 92-100  | 77-72 | 79-88  | 116-88 | 82-77 | 105-84 | 96-94  | 104-72 | 94-72 |
| Cetaf            | 77-56  | 76-34 | 68-77  | 93-80  | 76-80  |        | 63-74   | 74-83 | 63-70  | 69-71  | 69-99 | 85-75  | 64-86  | 79-69  | 93-89 |
| Flamengo         | 100-83 | 84-72 | 103-97 | 110-69 | 78-82  | 89-68  |         | 93-75 | 105-83 | 76-65  | 84-80 | 105-71 | 86-81  | 99-49  | 91-80 |
| Franca           | 95-70  | 76-68 | 83-80  | 97-65  | 59-66  | 88-67  | 81-86   |       | 71-72  | 86-84  | 82-71 | 87-70  | 107-83 | 92-73  | 91-84 |
| Joinville        | 94-69  | 82-64 | 68-57  | 78-56  | 85-81  | 70-65  | 90-100  | 79-59 |        | 98-107 | 75-64 | 67-48  | 89-72  | 93-50  | 83-79 |
| Limeira          | 91-80  | 80-78 | 89-66  | 75-72  | 88-85  | 85-88  | 108-101 | 83-62 | 93-88  |        | 79-85 | 108-87 | 80-72  | 89-71  | 82-74 |
| Minas            | 86-74  | 94-84 | 70-57  | 95-73  | 81-89  | 101-70 | 85-102  | 95-79 | 110-89 | 96-91  |       | 96-83  | 91-70  | 108-76 | 83-78 |
| Paulistano       | 78-62  | 87-83 | 93-92  | 66-61  | 68-73  | 78-67  | 87-96   | 70-76 | 66-71  | 78-99  | 82-76 |        | 93-96  | 76-65  | 82-63 |
| Pinheiros        | 101-69 | 89-71 | 94-88  | 96-79  | 76-78  | 101-84 | 89-90   | 95-87 | 94-92  | 96-81  | 80-81 | 82-65  |        | 83-75  | 92-86 |
| Saldanha da Gama | 84-72  | 76-79 | 75-95  | 78-68  | 75-85  | 63-74  | 81-104  | 79-80 | 61-84  | 76-86  | 76-87 | 88-96  | 74-91  |        | 82-75 |
| São José         | 76-73  | 68-69 | 73-84  | 73-68  | 84-91  | 69-64  | 72-90   | 78-73 | 91-109 | 83-73  | 88-89 | 82-79  | 94-97  | 88-77  |       |

## Playoffs

### Chave
|  | Quartas de final (Melhor de 5) | Quartas de final (Melhor de 5) | Quartas de final (Melhor de 5) | Quartas de final (Melhor de 5) | Quartas de final (Melhor de 5) | Quartas de final (Melhor de 5) | Quartas de final (Melhor de 5) | Quartas de final (Melhor de 5) |    |                | Semifinais (Melhor de 5) | Semifinais (Melhor de 5) | Semifinais (Melhor de 5) | Semifinais (Melhor de 5) | Semifinais (Melhor de 5) | Semifinais (Melhor de 5) | Semifinais (Melhor de 5) | Semifinais (Melhor de 5) |  |  | Final (Melhor de 5) | Final (Melhor de 5) | Final (Melhor de 5) | Final (Melhor de 5) | Final (Melhor de 5) | Final (Melhor de 5) | Final (Melhor de 5) | Final (Melhor de 5) |
|  |                                |                                |                                |                                |                                |                                |                                |                                |    |                |                          |                          |                          |                          |                          |                          |                          |                          |  |  |                     |                     |                     |                     |                     |                     |                     |                     |
|  | 1                              | Flamengo                       | 92                             | 92                             | 87                             | -                              | -                              | 3                              |    |                |                          |                          |                          |                          |                          |                          |                          |                          |  |  |                     |                     |                     |                     |                     |                     |                     |                     |
|  | 8                              | Pinheiros                      | 87                             | 85                             | 84                             | -                              | -                              | 0                              |    |                |                          |                          |                          |                          |                          |                          |                          |                          |  |  |                     |                     |                     |                     |                     |                     |                     |                     |
|  | 8                              | Pinheiros                      | 87                             | 85                             | 84                             | -                              | -                              | 0                              |    | 1              | Flamengo                 | 88                       | 92                       | 109                      | -                        | -                        | 3                        |                          |  |  |                     |                     |                     |                     |                     |                     |                     |                     |
|  |                                |                                |                                |                                |                                |                                |                                |                                |    | 1              | Flamengo                 | 88                       | 92                       | 109                      | -                        | -                        | 3                        |                          |  |  |                     |                     |                     |                     |                     |                     |                     |                     |
|  |                                | 4                              | Joinville BA                   | 86                             | 86                             | 94                             | -                              | -                              | 0  |                |                          |                          |                          |                          |                          |                          |                          |                          |  |  |                     |                     |                     |                     |                     |                     |                     |                     |
|  | 4                              | 4                              | Joinville BA                   | 86                             | 86                             | 94                             | -                              | -                              | 0  | Joinville BA   | 77                       | 85                       | 77                       | 95                       | -                        | 3                        |                          |                          |  |  |                     |                     |                     |                     |                     |                     |                     |                     |
|  | 4                              |                                |                                |                                |                                |                                |                                |                                |    | Joinville BA   | 77                       | 85                       | 77                       | 95                       | -                        | 3                        |                          |                          |  |  |                     |                     |                     |                     |                     |                     |                     |                     |
|  | 5                              | Limeira                        | 87                             | 75                             | 63                             | 89                             | -                              | 1                              |    |                |                          |                          |                          |                          |                          |                          |                          |                          |  |  |                     |                     |                     |                     |                     |                     |                     |                     |
|  |                                |                                |                                |                                |                                |                                |                                |                                |    |                |                          |                          |                          |                          |                          |                          |                          |                          |  |  | 1                   | Flamengo            | 81                  | 71                  | 99                  | 78                  | 76                  | 3                   |
|  |                                |                                | 2                              | Lobos Brasília                 | 74                             | 81                             | 78                             | 82                             | 68 | 2              |                          |                          |                          |                          |                          |                          |                          |                          |  |  |                     |                     |                     |                     |                     |                     |                     |                     |
|  | 3                              | Minas                          | 83                             | 74                             | 75                             | -                              | -                              | 3                              |    |                |                          |                          |                          |                          |                          |                          |                          |                          |  |  |                     |                     |                     |                     |                     |                     |                     |                     |
|  | 6                              | Bauru                          | 79                             | 47                             | 74                             | -                              | -                              | 0                              |    |                |                          |                          |                          |                          |                          |                          |                          |                          |  |  |                     |                     |                     |                     |                     |                     |                     |                     |
|  | 6                              | Bauru                          | 79                             | 47                             | 74                             | -                              | -                              | 0                              |    | 3              | Minas                    | 91                       | 76                       | 79                       | 90                       | -                        | 1                        |                          |  |  |                     |                     |                     |                     |                     |                     |                     |                     |
|  |                                |                                |                                |                                |                                |                                |                                |                                |    | 3              | Minas                    | 91                       | 76                       | 79                       | 90                       | -                        | 1                        |                          |  |  |                     |                     |                     |                     |                     |                     |                     |                     |
|  |                                | 2                              | Lobos Brasília                 | 78                             | 103                            | 89                             | 101                            | -                              | 3  |                |                          |                          |                          |                          |                          |                          |                          |                          |  |  |                     |                     |                     |                     |                     |                     |                     |                     |
|  | 2                              | 2                              | Lobos Brasília                 | 78                             | 103                            | 89                             | 101                            | -                              | 3  | Lobos Brasília | 78                       | 96                       | 76                       | 73                       | 64                       | 3                        |                          |                          |  |  |                     |                     |                     |                     |                     |                     |                     |                     |
|  | 2                              |                                |                                |                                |                                |                                |                                |                                |    | Lobos Brasília | 78                       | 96                       | 76                       | 73                       | 64                       | 3                        |                          |                          |  |  |                     |                     |                     |                     |                     |                     |                     |                     |
|  | 7                              | Franca                         | 76                             | 105                            | 66                             | 74                             | 59                             | 2                              |    |                |                          |                          |                          |                          |                          |                          |                          |                          |  |  |                     |                     |                     |                     |                     |                     |                     |                     |

Negrito - Vencedor das séries

Itálico - Time com vantagem de mando de quadra

### Final
Primeiro jogo
| 11 de junho 12:00 | Relatório | Lobos Brasília                                        | 74–81 | Flamengo                                                            |  | Ginásio Nilson Nelson, Brasília Árbitros: Renato Santos Sérgio Pacheco Francisco Lima Filho |  |
| 11 de junho 12:00 | Relatório | Placar por quarto: 18 - 21, 22 - 12, 16 - 23, 18 - 25 |       |                                                                     |  | Ginásio Nilson Nelson, Brasília Árbitros: Renato Santos Sérgio Pacheco Francisco Lima Filho |  |
| 11 de junho 12:00 | Relatório | Pts: Alex (23) Rbts: Diego (11) Asts: Alex (4)        |       | Pts: Marcelinho (32) Rbts: Jefferson (7) Asts: Marcelinho, Fred (4) |  | Ginásio Nilson Nelson, Brasília Árbitros: Renato Santos Sérgio Pacheco Francisco Lima Filho |  |

Segundo jogo
| 13 de junho 12:00 | Relatório | Flamengo                                              | 71–81 | Lobos Brasília                                       |  | HSBC Arena, Rio de Janeiro Árbitros: José A. Piovesan Marco A. Ferreira Cristiano Maranho |  |
| 13 de junho 12:00 | Relatório | Placar por quarto: 19 - 28, 16 - 16, 12 - 15, 24 - 22 |       |                                                      |  | HSBC Arena, Rio de Janeiro Árbitros: José A. Piovesan Marco A. Ferreira Cristiano Maranho |  |
| 13 de junho 12:00 | Relatório | Pts: Marcelinho (16) Rbts: Baby (10) Asts: Duda (5)   |       | Pts: Alex (17) Rbts: Estevam (11) Asts: Valtinho (8) |  | HSBC Arena, Rio de Janeiro Árbitros: José A. Piovesan Marco A. Ferreira Cristiano Maranho |  |

Terceiro jogo
| 14 de junho 13:00 | Relatório | Flamengo                                                  | 99–78 | Lobos Brasília                                    |  | HSBC Arena, Rio de Janeiro Árbitros: Jose A. Piovesan Sergio Pacheco Cristiano Maranho |  |
| 14 de junho 13:00 | Relatório | Placar por quarto: 27 - 16, 17 - 27, 32 - 7, 23 - 18      |       |                                                   |  | HSBC Arena, Rio de Janeiro Árbitros: Jose A. Piovesan Sergio Pacheco Cristiano Maranho |  |
| 14 de junho 13:00 | Relatório | Pts: Marcelinho (35) Rbts: Marcelinho (12) Asts: Duda (6) |       | Pts: Alex (20) Rbts: David (8) Asts: Valtinho (7) |  | HSBC Arena, Rio de Janeiro Árbitros: Jose A. Piovesan Sergio Pacheco Cristiano Maranho |  |

Quarto jogo
| 21 de junho 12:00 | Relatório | Lobos Brasília                                                    | 82–78 | Flamengo                                            | OT | Ginásio Nilson Nelson, Brasília Árbitros: José A. Piovesan José C. Pelissari Carlos Renato Santos |  |
| 21 de junho 12:00 | Relatório | Placar por quarto: 22 - 22, 11 - 12, 21 - 22, 16 - 14, OT: 12 - 8 |       |                                                     | OT | Ginásio Nilson Nelson, Brasília Árbitros: José A. Piovesan José C. Pelissari Carlos Renato Santos |  |
| 21 de junho 12:00 | Relatório | Pts: Alex (16) Rbts: Cipriano (14) Asts: Valtinho (5)             |       | Pts: Marcelinho (24) Rbts: Baby (10) Asts: Duda (3) | OT | Ginásio Nilson Nelson, Brasília Árbitros: José A. Piovesan José C. Pelissari Carlos Renato Santos |  |

Quinto jogo
| 28 de junho 10:00 | Relatório | Flamengo                                                    | 76–68 | Lobos Brasília                                      |  | HSBC Arena, Rio de Janeiro Público: 15.430 (capacidade máxima) Árbitros: Jose A. Piovesan Sergio Pacheco Cristiano Maranho |  |
| 28 de junho 10:00 | Relatório | Placar por quarto: 19 - 17, 23 - 19, 15 - 15, 19 - 17       |       |                                                     |  | HSBC Arena, Rio de Janeiro Público: 15.430 (capacidade máxima) Árbitros: Jose A. Piovesan Sergio Pacheco Cristiano Maranho |  |
| 28 de junho 10:00 | Relatório | Pts: Marcelinho (27) Rbts: Wagner (8) Asts: Hélio, Duda (4) |       | Pts: Alex (35) Rbts: Estevam (9) Asts: Valtinho (5) |  | HSBC Arena, Rio de Janeiro Público: 15.430 (capacidade máxima) Árbitros: Jose A. Piovesan Sergio Pacheco Cristiano Maranho |  |

## Premiação
| Novo Basquete Brasil 2008-09            |
| --------------------------------------- |
| Flamengo Campeão (2° título Brasileiro) |

## Estatísticas

### Líderes em estatísticas individuais
| Categoria             | Jogador        | Time         | Estatísticas/Pontos* |
| --------------------- | -------------- | ------------ | -------------------- |
| Pontos por jogo       | Marcelinho     | Flamengo     | 26.9                 |
| Rebotes por jogo**    | Shilton        | Joinville BA | 11.9                 |
| Assistências por jogo | Fernando Penna | Paulistano   | 9.7                  |
| Roubos por jogo       | Larry Taylor   | Bauru        | 2.6                  |
| Tocos por jogo**      | Teichmann      | Limeira      | 2.0                  |
| Erros por jogo        | Neto           | Araraquara   | 4.4                  |
| Minutos por jogo      | Marquinhos     | Pinheiros    | 38.0                 |
| Eficiência por jogo   | Marcelinho     | Flamengo     | 27.2                 |
| 2P%                   | Cauê           | Franca       | 0.717                |
| LL%***                | Luisinho       | Araraquara   | 0.922                |
| 3P%***                | Manteguinha    | Joinville BA | 0.489                |
| Duplos-Duplos         | Olivinha       | Pinheiros    | 17                   |
| Triplos-Duplos****    | N/A            | N/A          | N/A                  |

Fonte: Estatísticas Totais - NBB

- *Para ser considerado nas estatísticas, um jogador deve ter participado de no mínimo 25 dos 34 jogos de temporada regular do NBB.
- **Foi usado como critério de desempate para as estatísticas empatadas os minutos em quadra do jogador, o jogador com menos minutos venceu.
- ***Para LL% e 3P%, além do critério dos 25 jogos, era necessário o jogador ter uma média de ao menos 1 (um) arremesso certo por partida, nos respectivos critérios.
- ****Não ocorreram Triplos-Duplos na Temporada Regular.